# Hoya burtoniae
Hoya burtoniae ist eine Pflanzenart der Gattung der Wachsblumen (Hoya) aus der Unterfamilie der Seidenpflanzengewächse (Asclepiadoideae).

## Merkmale
Hoya burtoniae ist eine verhältnismäßig kleine, kompakte, epiphytische, kletternde Pflanze. Die grünen, nur spärlich verzweigten Triebe sind fein flaumig behaart, unter den Haaren sind sie fein punktiert. Die Internodien sind 3,0 bis 3,5 cm lang mit verdickten Nodien, an denen oft kurze Luftwurzeln ausgebildet sind. In diesen Bereichen sind die Triebe bräunlich und korkig. Die dicken und fleischigen Blätter sind gestielt, die steifen und gekrümmten Blattstiele sind flaumig behaart und verhältnismäßig kurz und dünn, nur 0,5 cm lang bei einem Durchmesser von 0,2 bis 0,3 cm. Die Blattspreiten sind eiförmig, meist bis 3 cm lang und 2 cm breit. Pflanzen, die im Schatten stehen haben oft längere Blattspreiten. Die Basis ist keilförmig, der Apex ist zugespitzt. Die Blätter sind auf der Oberseite tiefgrün, oft mit einem helleren Streifen entlang der Mittelrippe, die aber kaum zu sehen ist. Die Ränder sind nach unten gebogen, die Oberseite ist leicht gewölbt, die Unterseite leicht konkav. Ober- und Unterseite sind dicht flaumig behaart. Die Blattnervatur tritt nicht hervor.
Die Blütenstände entstehen aus den Blattachsel oder sind endständig; sie hängen nach unten. Sie enthalten etwa 15 bis 20 Einzelblüten. Die steifen Blütenstandsstiele sind 3 cm lang, rigid und besitzen eine vergrößerte Rhachis. Die Blütenstiele sind 1,2 bis 2,2 cm lang und gekrümmt. Die Kelchblätter sind eiförmig und 0,12 cm lang. Der Apex ist stumpf und sie sind flaumig behaart. Die Kronblattzipfel sind aber stark zurück gebogen, quasi eingerollt und verleihen der Blüte ein kugeliges Aussehen mit einer Spitze (Nebenkrone). Die Blütenkrone hat daher nur einen Durchmesser von 4 mm, mit ausgebreiteten Zipfel von etwa 1,1 cm. Die Zipfel sind basal verwachsen, die freien Zipfel sind eiförmig, 0,5 cm breit und etwa 0,5 cm lang. Sie sind außen kahl, innen flaumig behaart; ausgenommen ist ein dreieckiger Bereich an der Spitze der Zipfel. Die Apices sind gespitzt, Die Nebenkrone überragt die Blütenkrone geringfügig im Durchmesser. Die Nebenkronenzipfel sind schmal-elliptisch. Der äußere Fortsatz ist am Apex gespalten (bilobat). Das Ende des inneren Fortsatz krümmt sich über den Griffelkopf, die Spitzen krümmen sich leicht nach außen. Die Unterseite ist teilweise rinnig. Die Pollinia sind am äußeren Rand gekielt. Das Corpusculum ist in der oberen Hälfte eingeschnürt. Es hat oben eine stumpfwinklige Spitze, am unteren Ende zwei lange Spitzen. Randlich setzen durchsichtige Membranen an. Die Caudiculae setzen im Bereich der Einschnürung am Corpusculum an. Sie weisen große Flügel auf. Die spindeligen Früchte sind 10 bis 15 cm lang. Die Blüten duften intensiv nach warmen Honig.

## Geographische Verbreitung und Habitat
Das Verbreitungsgebiet der Art ist auf das frühere Montalban, heute Rodriguez, Provinz Rizal, Luzon, Philippinen beschränkt.

## Taxonomie
Das Taxon Hoya burtoniae wurde 1990 von Robert Dale Kloppenburg beschrieben. Das Taxon wurde ursprünglich anhand von Herbarmaterial im Herbarium der University of California at Berkeley entdeckt. Dieses Material war von August Loher bei Montalban in der Provinz Rizal, Insel Luzon, Philippinen gesammelt worden und hatte seinen Weg in das Herbarium in Berkeley gefunden. Später wurde die Art auch unter kommerziell vertriebenen Pflanzen entdeckt. Diese Pflanzen stammen von einer Pflanze im Manila Memorial Garden. Diese ursprüngliche Pflanze wurde später zerstört.
Die Art wird zur Sektion Acanthostemma der Gattung Hoya R.Br. gestellt. Das Taxon wird von der Datenbank Plants of the World online als gültiges Taxon anerkannt.